# Auraiya (distrikt)
Auraiya (hindi: औरैया जिला, urdu: اوریہ) er et distrikt i den indiske delstat Uttar Pradesh. Distriktets hovedstad er Auraiya.

## Demografi
Ved folketællingen i 2011 var der 1,372,287 indbyggere i distriktet, mod 1,179,993 i 2001. Den urbane befolkningen udgør 17,07 % af befolkningen.
Børn i alderen 0 til 6 år udgjorde 14,13 % i 2011 mod 18,20 % i 2001. Antallet af piger i den alderen per tusinde drenge er 894 i 2011.